# Sigarettenrook

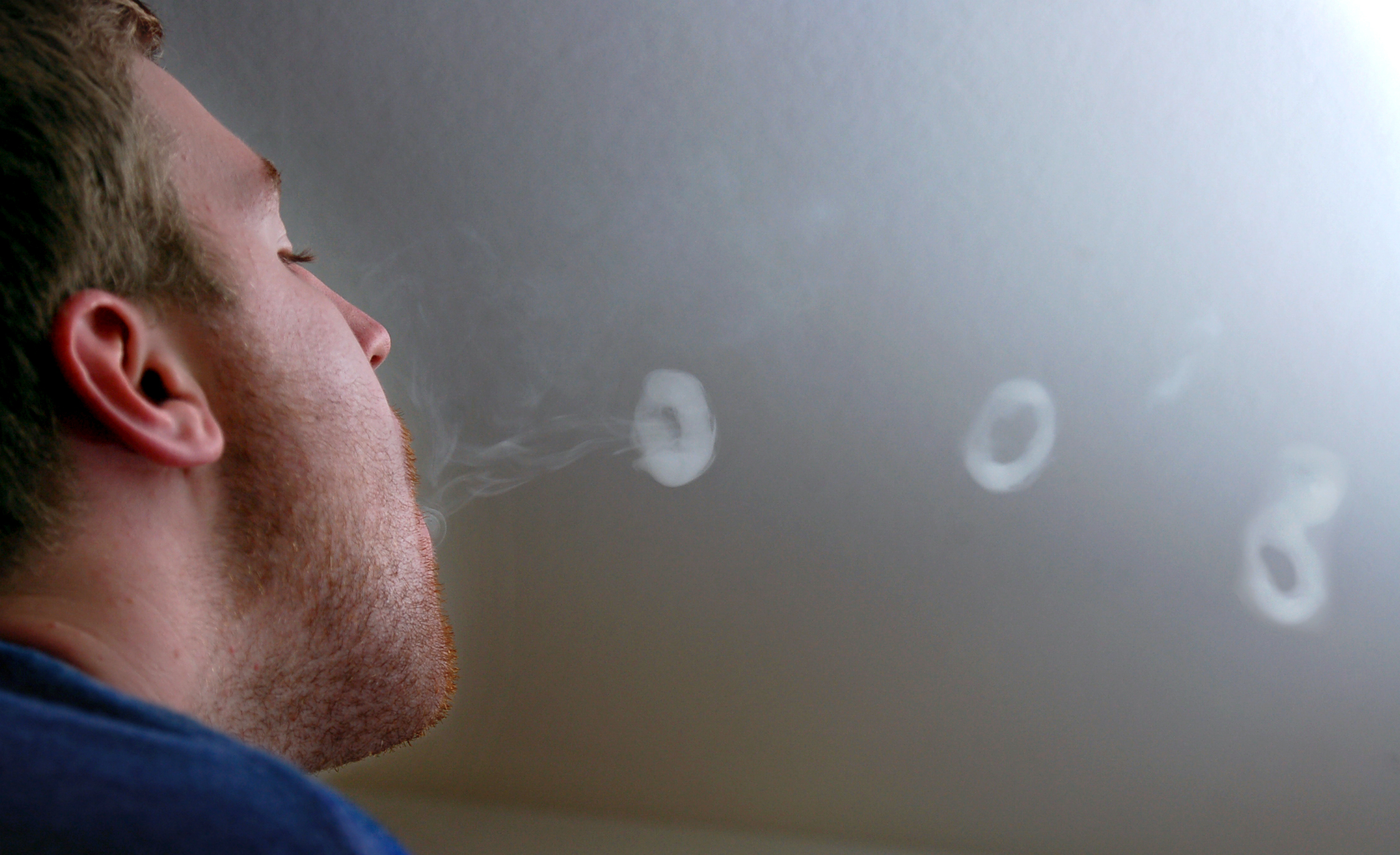
ringen van sigarettenrook (toroïdale vortices).

Sigarettenrook of tabaksrook is de rook die bij het roken van een sigaret (of meer algemeen bij het verbranden van tabak) ontstaat en die niet alleen door rokers wordt geïnhaleerd, maar ook door anderen wanneer die zich in dezelfde ruimte bevinden. Dit is schadelijk voor de gezondheid van zowel de roker als zijn omgeving. Wanneer men de sigarettenrook van een ander inademt spreekt men van passief roken of meeroken (soms ook wel tweedehands roken genoemd). Derdehands roken is het binnenkrijgen van schadelijke stoffen afkomstig van sigarettenrook die tot nog lang daarna op veel oppervlakken terechtkomen: oraal, door inademing of door aanraking.

## Aangetroffen stoffen in tabaksrook
De rook bestaat uit zo'n 4000 aantoonbare giftige stoffen. Het totaal aantal giftige stoffen in tabaksrook wordt geschat op 100.000, waarvan de aangetoonde stoffen zo'n 95% van het volume uitmaken. De schadelijke stoffen zijn mede afhankelijk van de tabakssoort, de toegevoegde chemicaliën, het rookpatroon, de zuurgraad, het papier waarin de tabak is gewikkeld en het sigarettenfilter.
Tabaksrook bevat onder meer teer, koolmonoxide, stikstofmonoxide, cadmium en nicotine. Teer (onder andere de veroorzaker van de rokershoest) is een ingewikkeld mengsel van vele organische stoffen, zie aldaar. Het alkaloïde nicotine (zorgt onder andere voor hoge bloeddruk) is vooral verantwoordelijk voor de kick van het roken en de verslaving ervan. Naast een lichamelijke verslaving kan het roken van sigaretten tevens een psychische verslaving veroorzaken. Het samengaan van lichamelijke en psychologische factoren maakt van een rookverslaving een van de meest hardnekkige verslavingen om te bestrijden.
Roken is de oorzaak van vele lichamelijke aandoeningen.

### Lijst aangetroffen stoffen
In sigarettenrook zijn de volgende stoffen aangetroffen, waarbij opgemerkt dient te worden dat het in een aantal gevallen om een belangrijk aandeel (bijvoorbeeld koolmonoxide), maar vaak ook om nano- of picogrammen (bijvoorbeeld polonium-210) gaat. Vrijwel zonder uitzondering zijn de stoffen schadelijk tot uiterst giftig, en tientallen stoffen zijn kankerverwekkend).
| - 1,2-dimethylhydrazine - 1,3-butadieen - 2-naftylamine - 4-aminobifenyl - acronitril - arseen - benzeen - beryllium - cadmium - ethanal | - etheenoxide - dioxines - furaan - hetrocyclische aminen - hydrazine - isopreen - koolstofmonoxide - lood - nitrosamines - nicotine | - nitromethaan - o-toluidine - ortho-anisidine hydrochloride - polonium-210 - polycyclische aromaten - vinylchloride - waterstofcyanide - teer |